# ویندسور، نوا اسکوشیا
ویندسور (نوا اسکوشیا) (به انگلیسی: Windsor, Nova Scotia) یک شهرک در کانادا است که در هانتس کانتی, نوا اسکوشیا واقع شده‌است.

## خصوصیات
ویندسور ۹٫۰۶ کیلومترمربع مساحت و ۳٬۷۸۵ نفر جمعیت دارد.